# Liste deutscher Seebäder

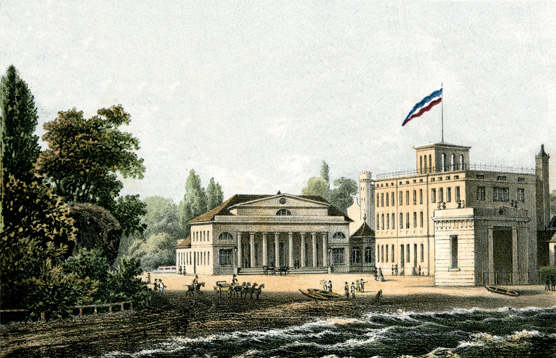
Heiligendamm in Mecklenburg. 1793 gegründet, gilt das Ostseebad als erstes Seebad Kontinentaleuropas und Begründerin der Bäderarchitektur.

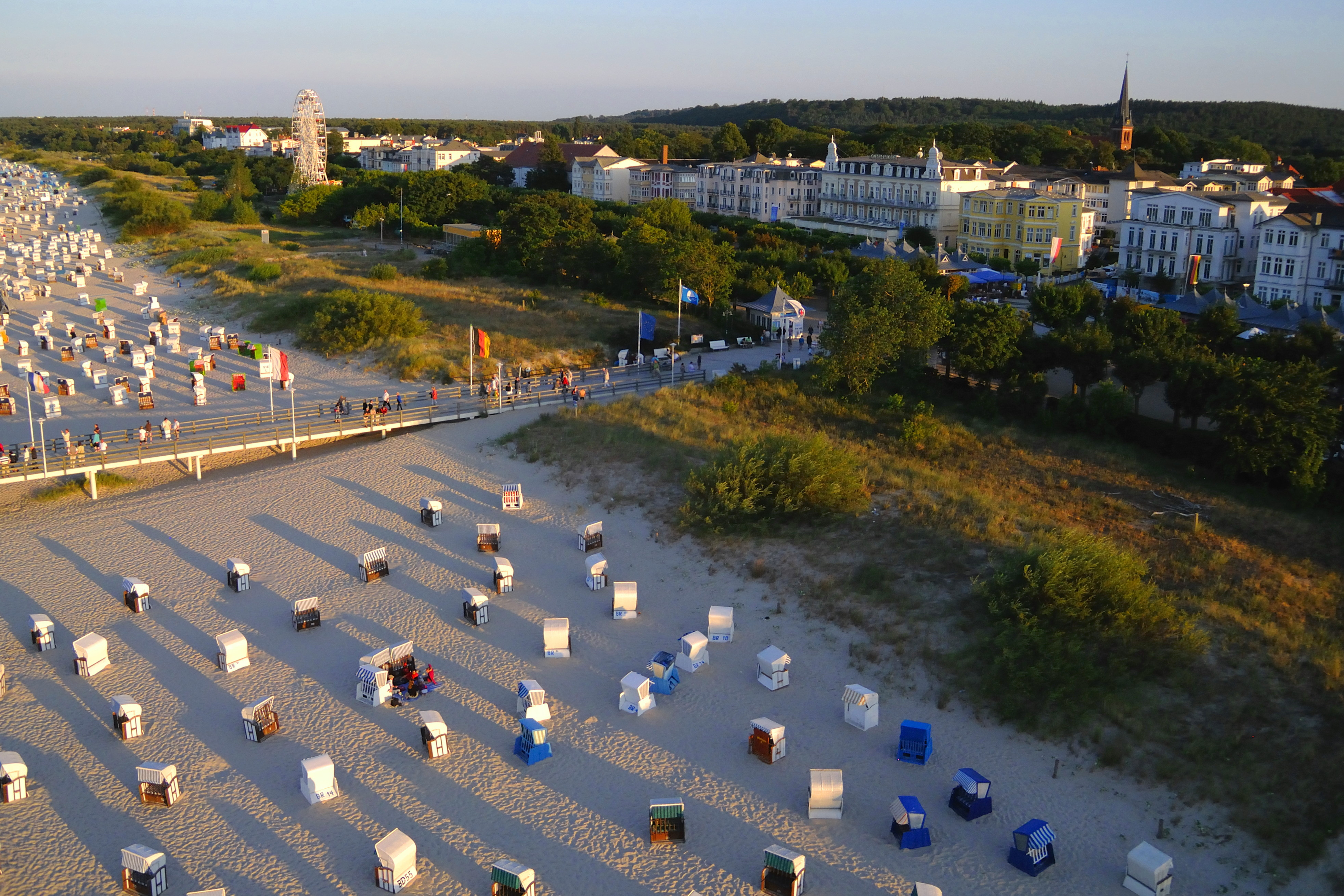
Ahlbeck auf Usedom – Strand, Düne und Promenade eines Ostseebades mit typischer Bäderarchitektur.

Die Liste der Seebäder in Deutschland enthält Orte, die den offiziellen Titel Seebad führen dürfen.
Seebad ist im Allgemeinen eine Bezeichnung für Orte mit Badetourismus an Küsten. In Deutschland im Speziellen ist es ein Prädikat für Kurorte, das von den Ländern vergeben wird. Es wird an Ortschaften vergeben, in denen medizinische Einrichtungen zur Durchführung von Kurmaßnahmen vorhanden sind. Das Prädikat Seebad erfordert zudem die Nutzung des Seeklimas im Kurbetrieb. Für den Titel Seeheilbad müssen zusätzliche Bedingungen erfüllt sein.

## Ostsee

### Mecklenburg-Vorpommern
Mecklenburg-Vorpommern hat mit 1900 Kilometer Deutschlands längste Küste. Ein Teil der Küste Mecklenburg-Vorpommerns mit ihren historischen Badeorten wird touristisch als „deutsche Riviera“ beworben.
ÜN: Jährliche Übernachtungszahl
| Ort                                  | Region/Insel     | Landkreis             | Typ           | seit | Einwohner 31. Dezember 2024 | ÜN (2012) | Besonderheiten | Bild                                       |
| ------------------------------------ | ---------------- | --------------------- | ------------- | ---- | --------------------------- | --------- | --- | ------------------------------------------ |
| Ahlbeck (Gemeinde Heringsdorf)       | Insel Usedom     | Vorpommern-Greifswald | Ostseeheilbad |      | 5790                        | 495.776   | (Zahlen: Gemeinde Heringsdorf) Seebrücke Ahlbeck, ein Wahrzeichen der Insel Usedom; Ostseetherme |                                            |
| Ahrenshoop                           | Darß             | Vorpommern-Rügen      | Ostseeheilbad |      | 622                         | 176.065   | berühmte Künstlerkolonie (Kunstmuseum, Kunstkaten, Künstlerhaus Lukas) |                                            |
| Altefähr                             | Insel Rügen      | Vorpommern-Rügen      | Seebad        | 2016 | 1275                        |           | |                                            |
| Baabe                                | Insel Rügen      | Vorpommern-Rügen      | Ostseebad     |      | 957                         | 314.624   | Mönchguter Küstenfischermuseum, Aussichtspunkt Baaber Bollwerk |                                            |
| Bansin (Gemeinde Heringsdorf)        | Insel Usedom     | Vorpommern-Greifswald | Ostseeheilbad |      | 5790                        | 495.776   | (Zahlen: Gemeinde Heringsdorf) Perlenkette mit prächtigen Bädervillen entlang der Strandpromenade |                                            |
| Binz                                 | Insel Rügen      | Vorpommern-Rügen      | Ostseebad     |      | 5049                        | 382.053   | Kurhaus Binz, Seebad Prora aus der NS-Zeit, Naturerbe-Zentrum Rügen, Casino im Hotel Loev | Kurhaus in Binz                            |
| Boltenhagen                          |                  | Nordwestmecklenburg   | Seebad        |      | 2430                        | 149.623   | Marina/Yachthafen Weiße Wiek, Kurgarten |                                            |
| Breege mit Juliusruh                 | Insel Rügen      | Vorpommern-Rügen      | Ostseebad     |      | 572                         | 76.251    | Historische Kapitänshäuser in Breege, Hafen, Park Juliusruh |                                            |
| Diedrichshagen (Hansestadt Rostock)  |                  | kreisfrei             | Ostseebad     | 1996 | 1281                        |           | Steilküste an der Stoltera mit begleitendem Ostseeküstenradweg über Warnemünde, reetgedeckter Dreiseitenhof                                                                                            |                                            |
| Dierhagen                            |                  | Vorpommern-Rügen      | Ostseeheilbad |      | 1495                        | 77.745    | |                                            |
| Göhren                               | Insel Rügen      | Vorpommern-Rügen      | Ostseebad     |      | 1320                        | 89.621    | |                                            |
| Graal-Müritz                         |                  | Rostock               | Ostseeheilbad |      | 4141                        | 119.606   | |                                            |
| Heiligendamm (Stadt Bad Doberan)     |                  | Rostock               | Ostseeheilbad |      | 13.079                      | 27.863    | (Zahlen: Stadt Bad Doberan) Ältestes Seebad auf dem Kontinent (gegr. 1793), erste Beispiele der Bäderarchitektur (Villen an der „Perlenkette“, Grand Hotel Heiligendamm)                               |                                            |
| Heringsdorf                          | Insel Usedom     | Vorpommern-Greifswald | Ostseeheilbad |      | 5790                        | 495.776   | (Zahlen: Gemeinde Heringsdorf) Deutschlands längste Seebrücke (508 m) mit vielen Läden und Restaurants, Bädervillen (Villa Oechsler, Staudt, Oppenheim, Bleichröder, Achterkerke, Irmgard und weitere) |                                            |
| Hiddensee, Insel                     |                  | Vorpommern-Rügen      | Ostseebad     |      | 913                         | 25.711    | Wahrzeichen Leuchtturm Dornbusch, berühmte Künstlerkolonie (Blaue Scheune) |                                            |
| Hohe Düne (Hansestadt Rostock)       |                  | kreisfrei             | Ostseebad     | 1996 | 620                         |           | Yachthafen und Premium-Hotelanlage Hohe Düne |                                            |
| Karlshagen                           | Insel Usedom     | Vorpommern-Greifswald | Ostseebad     |      | 2832                        | 48.305    | |                                            |
| Koserow                              | Insel Usedom     | Vorpommern-Greifswald | Ostseebad     |      | 1530                        | 49.109    | |                                            |
| Kühlungsborn                         |                  | Rostock               | Ostseeheilbad |      | 8088                        | 328.661   | |                                            |
| Lauterbach (Gemeinde Putbus)         | Insel Rügen      | Vorpommern-Rügen      | Ostseebad     |      | 4441 Stadt Putbus           | 39.862    | (Zahlen: Stadt Putbus) |                                            |
| Loddin                               | Insel Usedom     | Vorpommern-Greifswald | Ostseebad     |      | 872                         | 41.937    | |                                            |
| Lubmin bei Greifswald                | Pommersche Bucht | Vorpommern-Greifswald | Ostseebad     |      | 2226                        | 10.801    | |                                            |
| Markgrafenheide (Hansestadt Rostock) |                  | kreisfrei             | Ostseebad     | 1996 | 563                         |           | |                                            |
| Nienhagen                            |                  | Rostock               | Ostseebad     |      | 2218                        | 14.335    | „Gespensterwald“ an der Steilküste |                                            |
| Poel, Insel                          |                  | Nordwestmecklenburg   | Ostseebad     |      | 2507                        | 30.549    | Wahrzeichen Leuchtturm Timmendorf, Kirche von Kirchdorf, Kirchdorfer Schwedenfest im Sommer |                                            |
| Prerow                               | Darß             | Vorpommern-Rügen      | Ostseebad     |      | 1269                        | 61.070    | |                                            |
| Rerik                                | Salzhaff         | Rostock               | Ostseebad     |      | 2166                        | 77.941    | Schmiedeberg am Strand mit Ausblick |                                            |
| Sassnitz                             | Insel Rügen      | Vorpommern-Rügen      | Ostseebad     |      | 8893                        | 73.880    | „Tor zum Nationalpark Jasmund“ mit den Rügener Kreidefelsen |                                            |
| Sellin                               | Insel Rügen      | Vorpommern-Rügen      | Ostseebad     |      | 2511                        | 130.037   | Seebrücke Sellin, ein Wahrzeichen Rügens |                                            |
| Mönchgut                             | Insel Rügen      | Vorpommern-Rügen      | Ostseebad     | 2020 | 1360                        | 345.143   | Südperd mit Steilküste |                                            |
| Trassenheide                         | Insel Usedom     | Vorpommern-Greifswald | Ostseebad     |      | 760                         | 55.346    | Europas größte Schmetterlingsfarm | Umgedrehtes Haus in Trassenheide           |
| Ückeritz                             | Insel Usedom     | Vorpommern-Greifswald | Ostseebad     |      | 1026                        | 55.725    | |                                            |
| Ueckermünde                          |                  | Vorpommern-Greifswald | Seebad        |      | 8768                        |           | erhaltener Altstadtkern mit Stadthafen, Stadtstrand am Stettiner Haff | Strandhalle am Stadtstrand von Ueckermünde |
| Warnemünde (Stadt Rostock)           |                  | kreisfrei             | Ostseebad     | 1996 | 6670                        | 313.317   | Leuchtturm und Teepott als Wahrzeichen |                                            |
| Wustrow                              | Fischland        | Vorpommern-Rügen      | Ostseeheilbad |      | 1134                        | 51.511    | |                                            |
| Zempin                               | Insel Usedom     | Vorpommern-Greifswald | Ostseebad     |      | 889                         | 23.930    | |                                            |
| Zingst                               | Zingst           | Vorpommern-Rügen      | Seeheilbad    |      | 2823                        | 135.043   | | Kurhaus in Zingst                          |
| Zinnowitz                            | Insel Usedom     | Vorpommern-Greifswald | Ostseebad     |      | 3765                        | 157.809   | Tauchgondel auf der Seebrücke, Lift-Café an der Promenade | Tauchgondel Vinetabrücke Zinnowitz         |

### Schleswig-Holstein
Lübeck

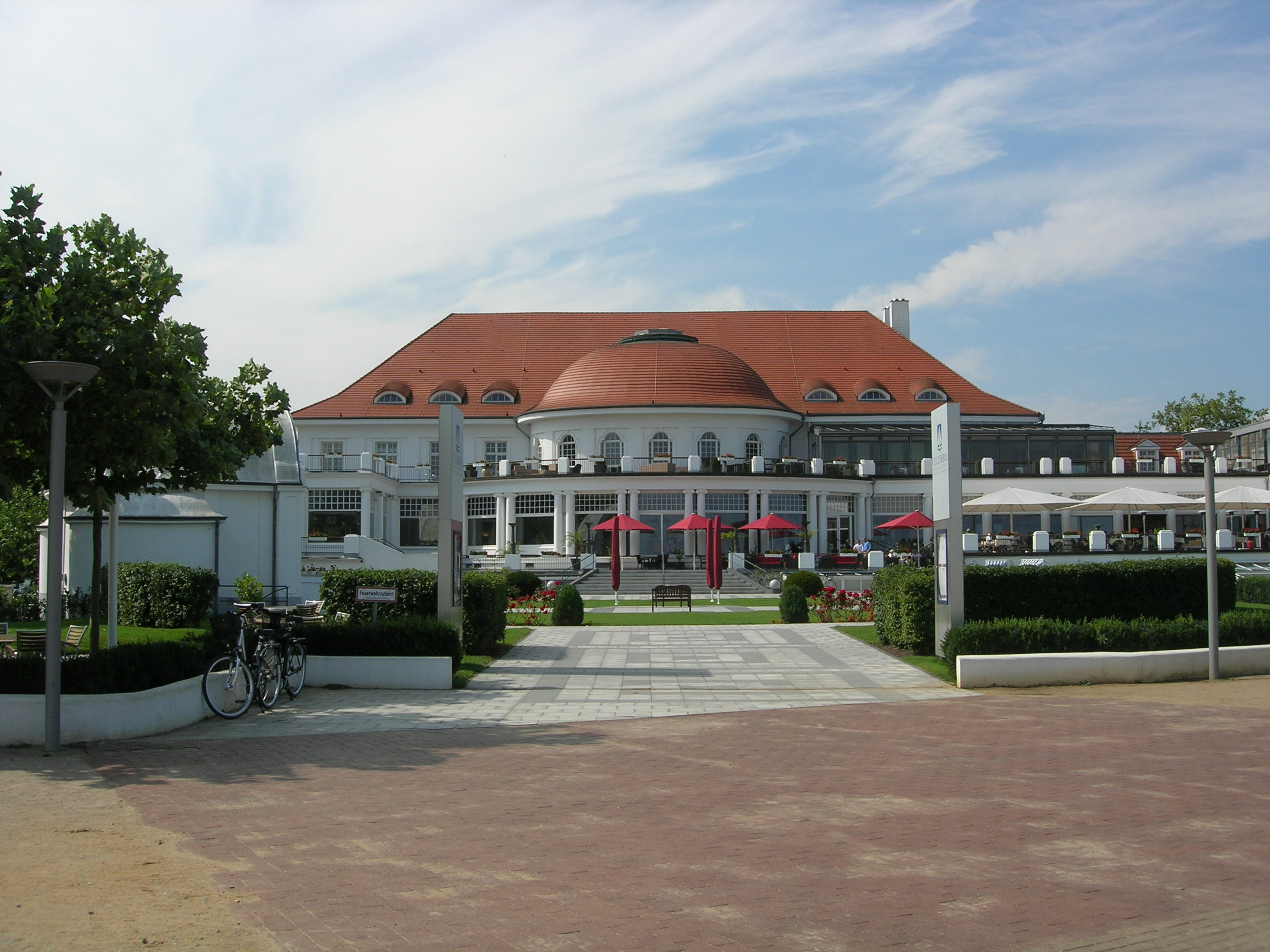
Columbia Hotel in Travemünde, bis 2012 Casino

- Travemünde, Stadt Lübeck – Ostseeheilbad

Ostholstein
- Burg auf Fehmarn, Stadt Fehmarn – Ostseeheilbad
- Dahme – Ostseeheilbad
- Grömitz – Ostseeheilbad
- Großenbrode – Ostseeheilbad
- Haffkrug, Gemeinde Scharbeutz – Ostseeheilbad
- Heiligenhafen – Ostseeheilbad
- Kellenhusen – Ostseeheilbad
- Neustadt in Holstein – Ostseebad
- Niendorf, Gemeinde Timmendorfer Strand – Ostseeheilbad
- Scharbeutz – Ostseeheilbad
- Sierksdorf – Ostseebad
- Timmendorfer Strand – Ostseeheilbad
- Weißenhäuser Strand, Gemeinde Wangels – Ostseebad

Plön
- Heikendorf – Ostseebad
- Hohwacht (Ostsee) – Ostseeheilbad
- Laboe – Ostseebad
- Schönberg (Holstein) – Ostseebad

Rendsburg-Eckernförde
- Damp – Ostseebad
- Eckernförde – Ostseebad
- Strande – Ostseebad

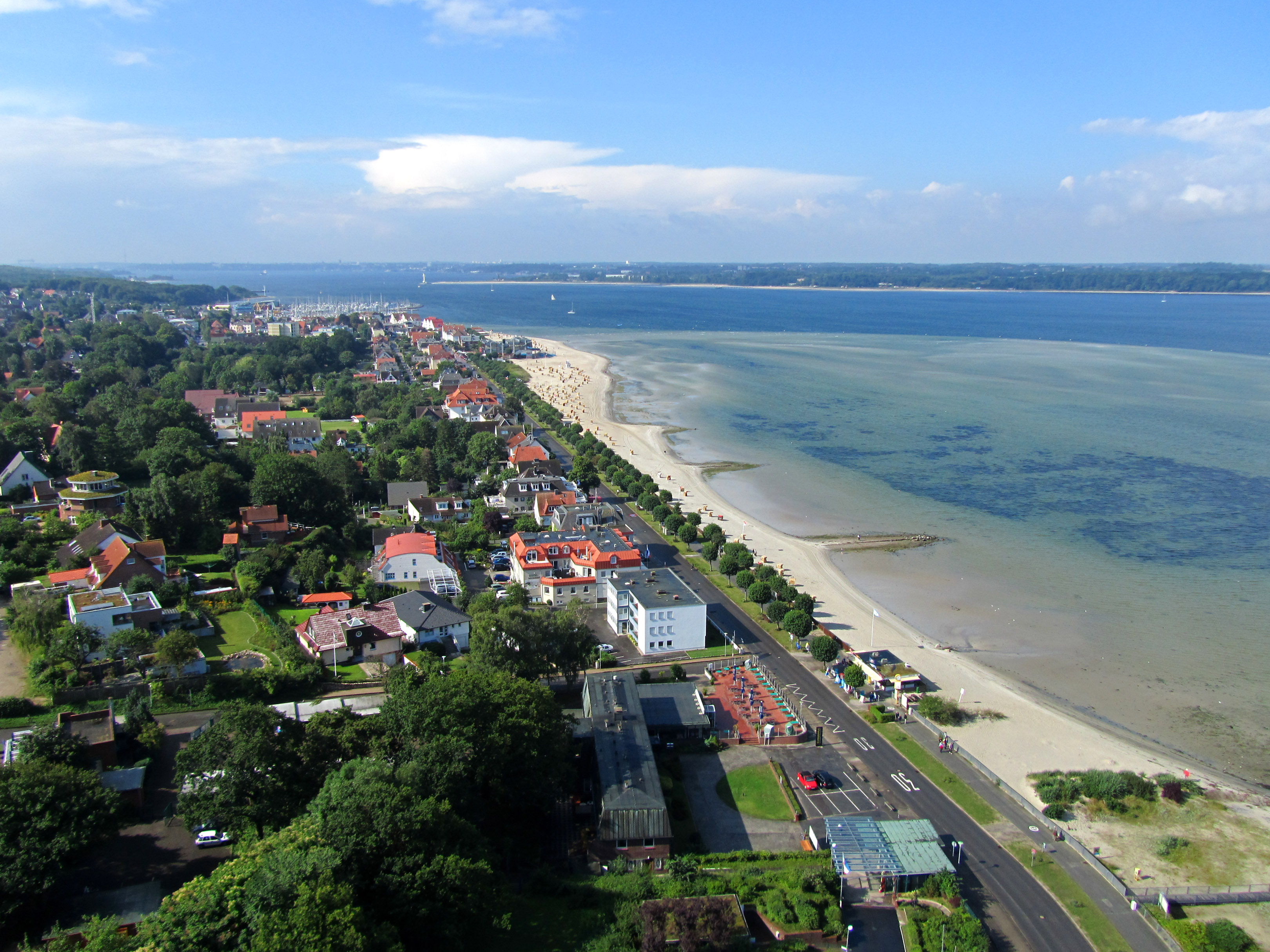
Laboe an der Kieler Förde, Blick vom Marine-Ehrenmal Laboe Richtung Süden

- Schönhagen, Gemeinde Brodersby – Ostseebad

Schleswig-Flensburg
- Glücksburg – Ostseeheilbad

## Nordsee

### Niedersachsen
Aurich (Ostfriesland)
- Baltrum – Nordseeheilbad

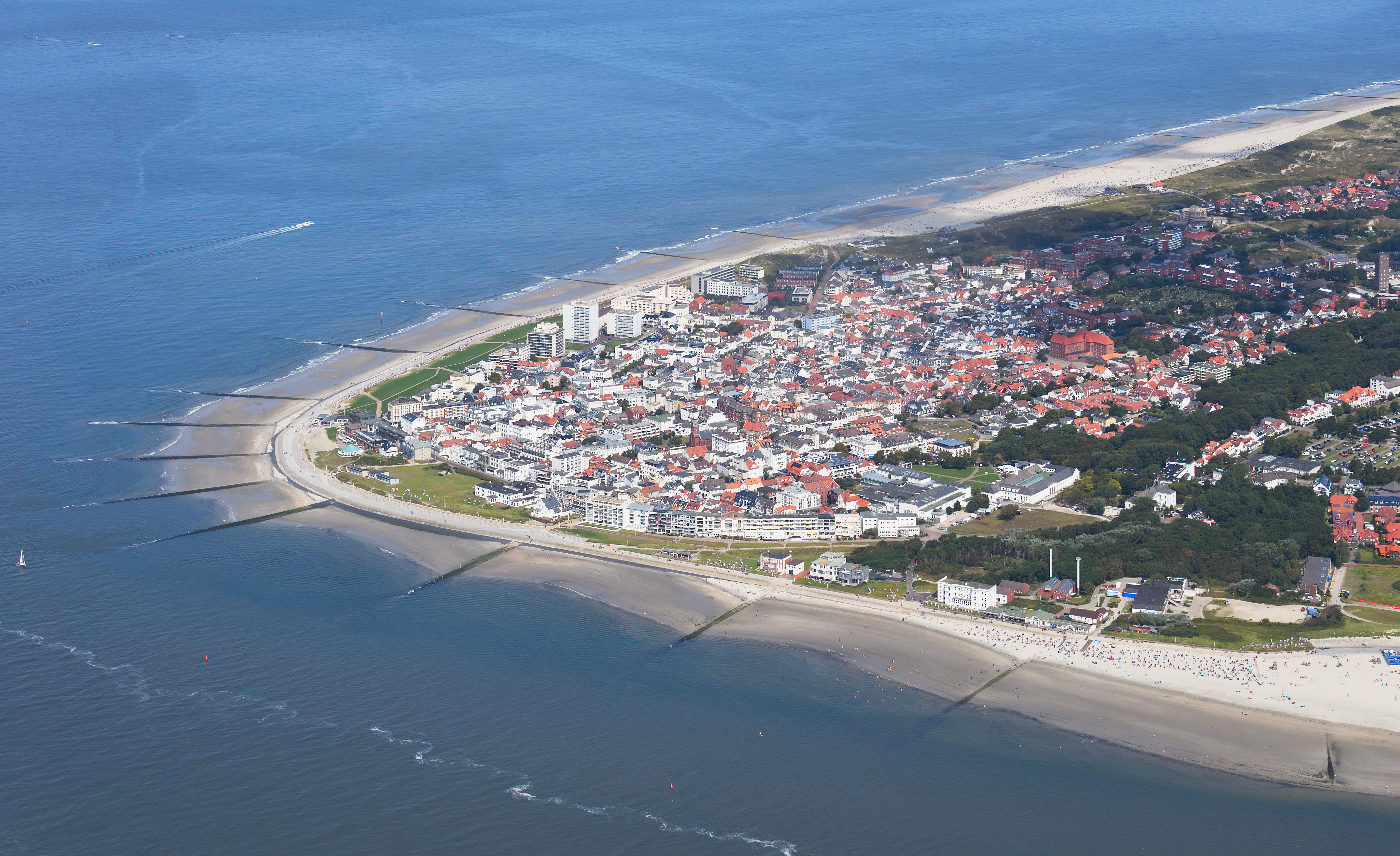
Norderney wurde 1797 im Königreich Preußen zum ersten deutschen Nordseebad.

- Dornumersiel, Gemeinde Dornum – Nordseebad
- Juist – Nordseeheilbad
- Norddeich, Stadt Norden – Nordseeheilbad
- Norderney – Nordseeheilbad

Cuxhaven
- Cuxhaven, Stadt – Nordseeheilbad
- Duhnen, Stadt Cuxhaven
- Otterndorf – Nordseebad
- Wremen, Gemeinde Wurster Nordseeküste – Nordseebad

Friesland
- Dangast, Stadt Varel – Nordseebad, Heilquellen-Kurbetrieb
- Horumersiel-Schillig, Gemeinde Wangerland – Nordseeheilbad
- Wangerooge – Nordseeheilbad

Leer (Ostfriesland)
- Borkum – Nordseeheilbad

Wesermarsch
- Burhave, Gemeinde Butjadingen – Nordseebad
- Tossens, Gemeinde Butjadingen – Nordseebad

Wittmund (Ostfriesland)
- Bensersiel, Stadt Esens – Nordseeheilbad
- Carolinensiel-Harlesiel, Stadt Wittmund
- Langeoog
- Neuharlingersiel – Nordseeheilbad
- Spiekeroog – Nordseeheilbad

### Schleswig-Holstein
Dithmarschen
- Büsum
- Friedrichskoog

Nordfriesland
- Amrum mit Nebel, Norddorf und Wittdün
- Nieblum
- Nordstrand (Gemeinde)
- Pellworm
- Sankt Peter-Ording – Nordseeheil- und Schwefelbad

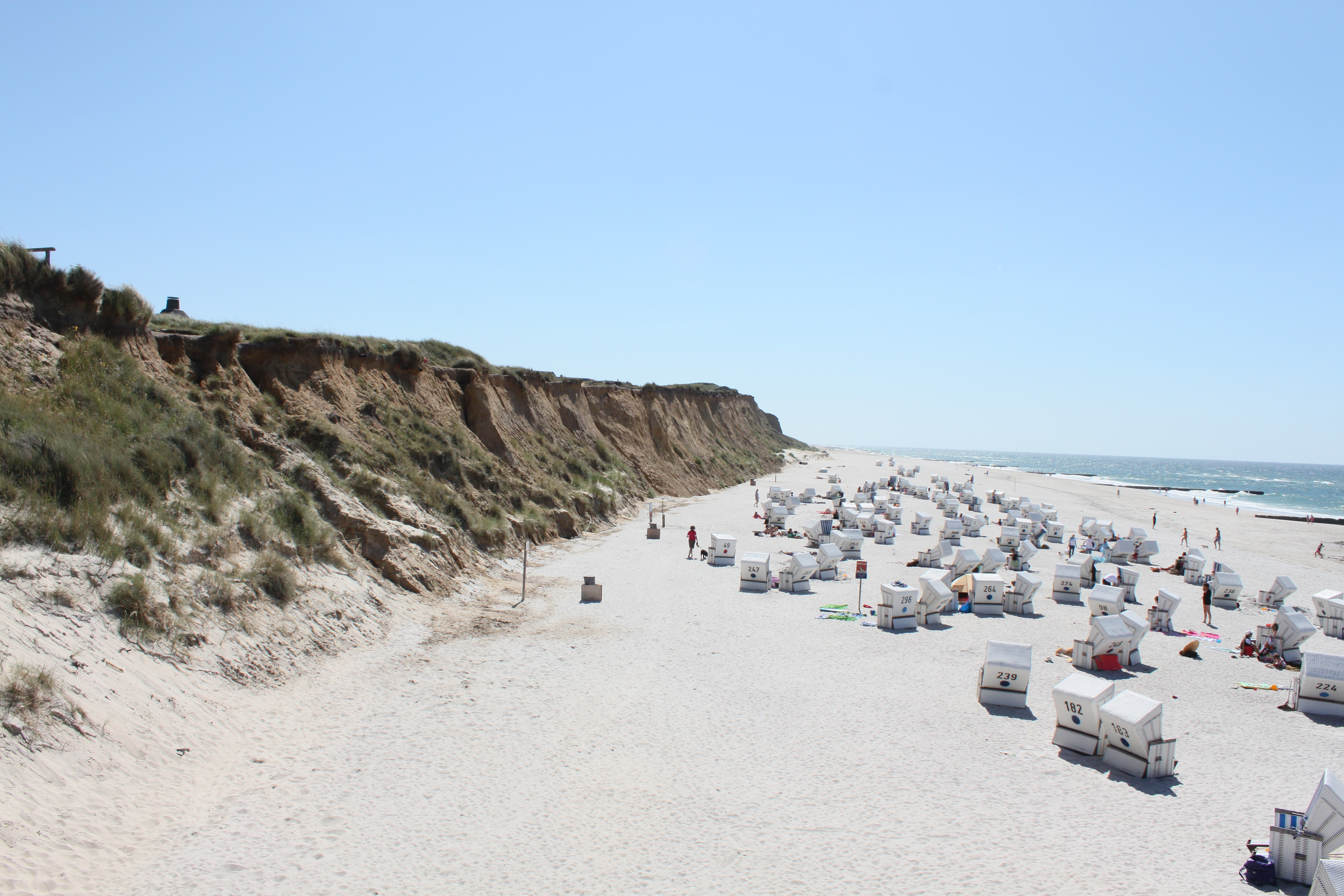
Kampen auf Sylt

- Utersum
- Wyk auf Föhr

Auf Sylt:
- Hörnum (Sylt) – Nordseeheilbad
- Kampen (Sylt) – Nordseebad
- List auf Sylt – Seebad
- Rantum – Nordseebad
- Wenningstedt – Nordseebad
- Westerland

Pinneberg
- Helgoland

## Historische Seebäder Deutschlands
Zahlreiche Ostseebäder wurden im Deutschen Kaiserreich gegründet. Durch Gebietsverluste im Zuge der beiden Weltkriege gehören diese Orte heute zu anderen Staaten. In Klammern ist der Name in der jeweiligen Landessprache ergänzt.
Im heutigen Litauen
- Memel (mit Mellneraggen; heute Klaipėda genannt)
- Nidden (Nida)
- Polangen (Palanga)
- Preil (Preila)
- Schwarzort (Juodkrantė)

Im heutigen Polen

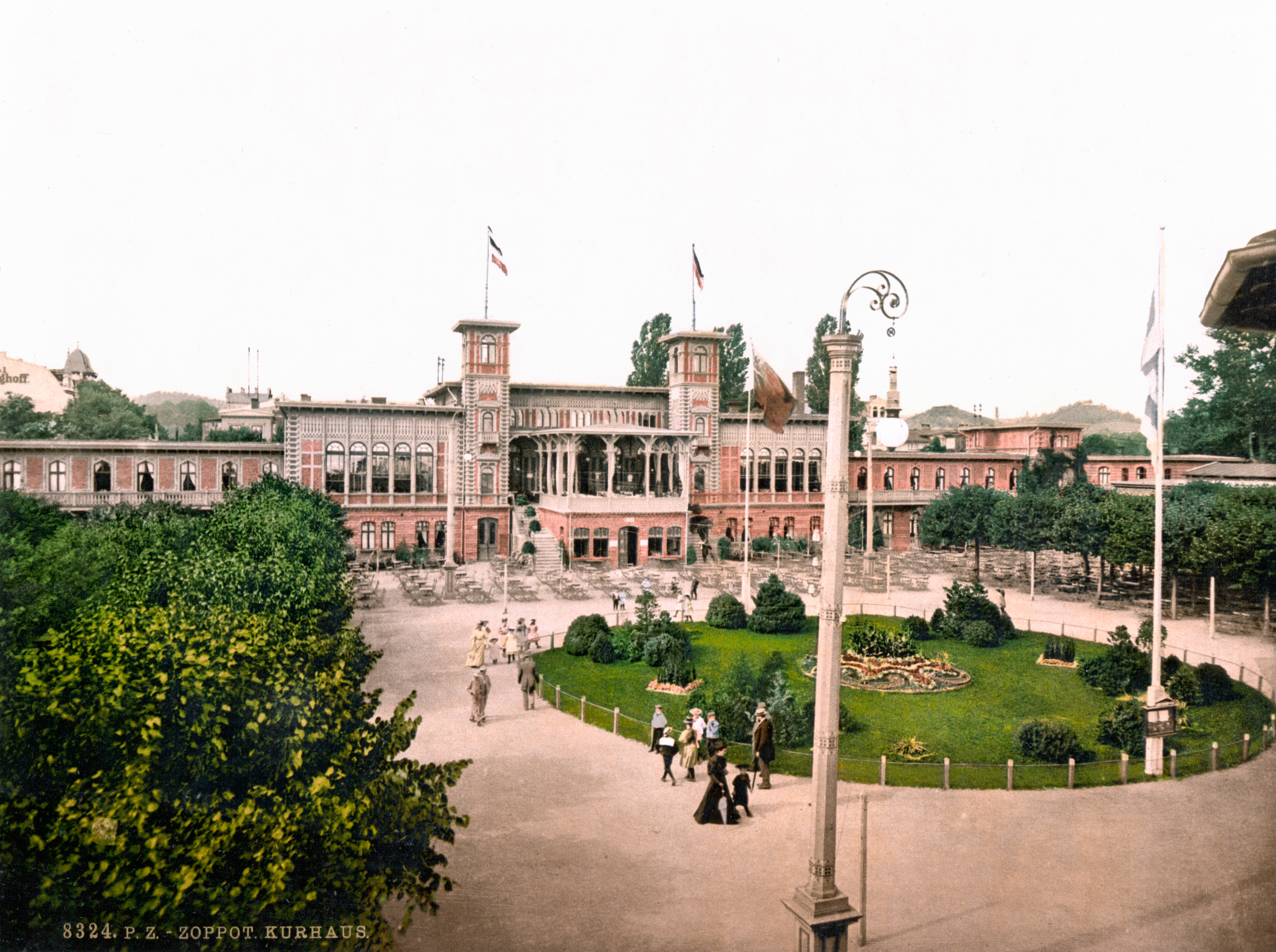
Kurhaus von Sopot bei Danzig um 1900

- Cammin in Pommern (Kamień Pomorski)
- Dievenow (Dziwnów)
- Henkenhagen (Ustronie Morskie)
- Kolberg (Kołobrzeg)
- Misdroy auf Wollin (Międzyzdroje)
- Stolpmünde (Ustka)
- Swinemünde auf Usedom (Świnoujście)
- Zoppot (Sopot)
- Kahlberg (Krynica Morska)

Im heutigen Russland
- Cranz (mit Rosehnen/Priboi; heute Selenogradsk genannt)
- Palmnicken (Jantarny)
- Rauschen (Swetlogorsk)
- Rossitten (Rybatschi)